# Xiaomi Redmi 3

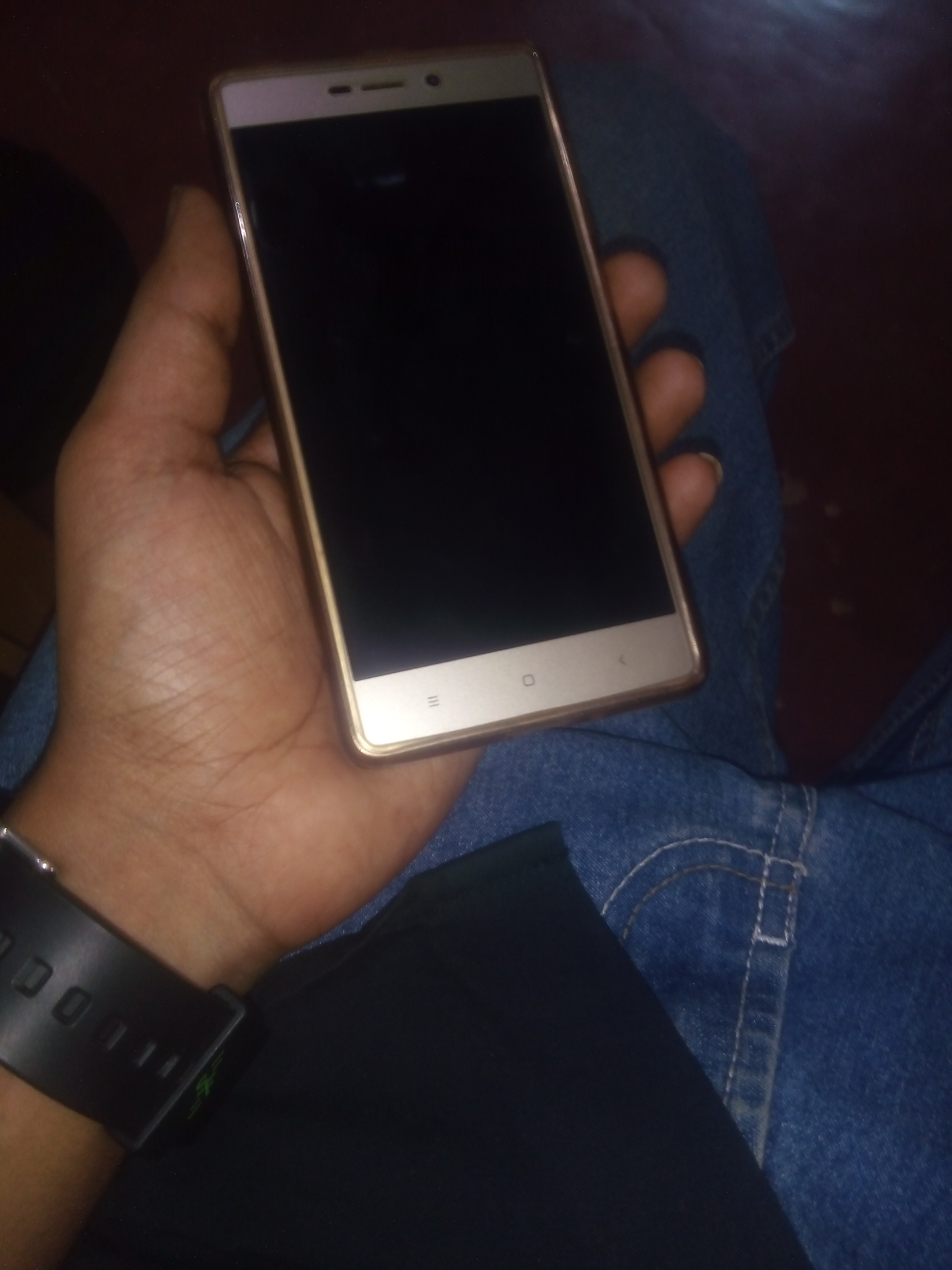
Redmi 3.

Xiaomi Redmi 3 (chinois simplifié : 小米红米3), est un smartphone de la marque chinoise Xiaomi. il a été présenté le 11 janvier 2016 et est vendu pour 699 yuans (environ 106 $) soit 97 €. Équipé d'un écran IPS 1280*720 de 5" et d'un processeur Snapdragon 616 de chez Qualcomm.